# Доџ Сентер (Минесота)
Доџ Сентер (енгл. Dodge Center) град је у америчкој савезној држави Минесота.

## Демографија
По попису из 2010. године број становника је 2.670, што је 444 (19,9%) становника више него 2000. године.
| Група             | 2000.         | 2010.         |
| Белци             | 2.050 (92,1%) | 2.347 (87,9%) |
| Афроамериканци    | 7 (0,3%)      | 12 (0,4%)     |
| Азијати           | 5 (0,2%)      | 20 (0,7%)     |
| Хиспаноамериканци | 140 (6,3%)    | 260 (9,7%)    |
| Укупно            | 2.226         | 2.670         |